# Ronde van Frankrijk 1930
| Route van de Ronde van Frankrijk 1930 met start en finish in Parijs. |                     |               |
| Eindklassement                                                       |                     |               |
| Algemeen klassement                                                  | André Leducq        | 172h 12' 16"  |
| Tweede                                                               | Learco Guerra       | + 14' 13"     |
| Derde                                                                | Antonin Magne       | + 16' 03"     |
| Vierde                                                               | Jef Demuysere       | + 21' 34"     |
| Vijfde                                                               | Marcel Bidot        | + 41' 08"     |
| Zesde                                                                | Pierre Magne        | + 45' 42"     |
| Zevende                                                              | Frans Bonduel       | + 56' 19"     |
| Achtste                                                              | Benoît Faure        | + 58' 34"     |
| Negende                                                              | Charles Pélissier   | + 1h 04' 37"  |
| Tiende                                                               | Adolf Schön         | + 1h 21' 39"  |
| Rode Lantaarn                                                        | Marcel Ilpide (59e) | + 15h 10' 18" |
| Ploegenklassement                                                    | Frankrijk           | -             |
| Tweede                                                               | België              | -             |
| Derde                                                                | Duitsland           | -             |

In 1930 ging de 24e Tour de France van start op 2 juli in Parijs en eindigde op 27 juli in Parijs. Desgranges had iets nieuws bedacht; de fabrieksploegen werden deze ronde afgeschaft, en voor het eerst stonden nationale ploegen aan de start. Vijf landen, Frankrijk, België, Duitsland, Italië en Spanje, met elk 8 renners namen deel, daarnaast stonden er nog 60 individuelen aan de start. Ook waren nu weer alle etappes volledig massastarts, moesten alle rijders hetzelfde materiaal gebruiken, en werd de reclamekaravaan, die aan de wielrenners voorafgaat, ingevoerd.
Nadat Charles Pélissier de eerste etappe had gewonnen, ontsnapte de Italiaan Learco Guerra in de tweede etappe. Zijn 90 seconden voorsprong bleken voldoende om de gele trui tot de eerste bergetappe (van Pau naar Luchon) te behouden. In die etappe was amateur Benoit Faure de persoon die op de Aubisque in de aanval ging, maar waren het uiteindelijk Alfredo Binda, André Leducq en Pierre Magne die zich aan de finish het sterkste toonden. Binda pakte de etappe, Leducq de gele trui.
Aanvankelijk leek Leducq een veilige voorsprong te hebben, maar een tweetal lekke banden kostten hem 5 minuten, waardoor de strijd met Guerra in de Alpen toch weer spannend werd. Door een val in de afdaling van de Galibier verloor hij nog meer, maar zijn ploeggenoten in de Franse nationale ploeg brachten hem in een meesterlijke achtervolging terug bij Guerra, en uiteindelijk kon hij zelfs de etappe nog winnen. Leducq werd de tweede Franse Tourwinnaar sinds 1911, met een kwartier voorsprong op Guerra.
De Franse renner Charles Pélissier boekte acht etappeoverwinningen. Hiermee is hij in de historie van de Tour nog steeds mederecordhouder samen met de Belgen Eddy Merckx (1970 en 1974) en Freddy Maertens (1976).
Aantal ritten: 21 

Totale afstand: 4822 km 

Gemiddelde snelheid: 28.000 km/h 

Aantal deelnemers: 100 

Aantal uitgevallen: 41 

## Belgische en Nederlandse prestaties
In totaal namen er 13 Belgen en 0 Nederlanders deel aan de Tour van 1930. 

### Belgische etappezeges
- Omer Taverne won de 4e etappe van Brest naar Vannes.
- Jean Aerts won de 6e etappe van Les Sables d'Olonne naar Bordeaux.
- Frans Bonduel won de 17e etappe van Evian naar Belfort.

### Nederlandse etappezeges
- In 1930 was er geen Nederlandse etappezege.

## Etappes
- 1e Etappe Parijs - Caen: Charles Pélissier (Fra)
- 2e Etappe Caen - Dinan: Learco Guerra (Ita)
- 3e Etappe Dinan - Brest: Charles Pélissier (Fra)
- 4e Etappe Brest - Vannes: Omer Taverne (Bel)
- 5e Etappe Vannes - Les Sables d'Olonne: André Leducq (Fra)
- 6e Etappe Les Sables d'Olonne - Bordeaux: Jean Aerts (Bel)
- 7e Etappe Bordeaux - Hendaye: Jules Merviel (Fra)
- 8e Etappe Hendaye - Pau: Alfredo Binda (Ita)
- 9e Etappe Pau - Luchon: Alfredo Binda (Ita)
- 10e Etappe Luchon - Perpignan: Charles Pélissier (Fra)
- 11e Etappe Perpignan - Montpellier: Charles Pélissier (Fra)
- 12e Etappe Montpellier - Marseille: Antonin Magne (Fra)
- 13e Etappe Marseille - Cannes: Learco Guerra (Ita)
- 14e Etappe Cannes - Nice: Louis Péglion (Fra)
- 15e Etappe Nice - Grenoble: Learco Guerra (Ita)
- 16e Etappe Grenoble - Evian: André Leducq (Fra)
- 17e Etappe Evian - Belfort: Frans Bonduel (Bel)
- 18e Etappe Belfort - Metz: Charles Pélissier (Fra)
- 19e Etappe Metz - Charleville: Charles Pélissier (Fra)
- 20e Etappe Charleville - Malo-les-Bains: Charles Pélissier (Fra)
- 21e Etappe Malo-les-Bains - Parijs: Charles Pélissier (Fra)

 winnaars gele trui · 
 puntenklassement · 
 bergklassement · 
 jongerenklassement · 
 tussensprintklassement · 
 combinatieklassement · 
 ploegenklassement · 
 strijdlust · 
rode lantaarn
records · meeste deelnames · ranglijst etappewinnaars · bekende beklimmingen · valpartijen · dopinggevallen · Grand Départ · Souvenir Henri Desgrange
1903 · 
1904 · 
1905 · 
1906 · 
1907 · 
1908 · 
1909 · 
1910 · 
1911 · 
1912 · 
1913 · 
1914 ·
1915 ·
1916 ·
1917 ·
1918 · 
1919 · 
1920 · 
1921 · 
1922 · 
1923 · 
1924 · 
1925 · 
1926 · 
1927 · 
1928 · 
1929 · 
1930 · 
1931 · 
1932 · 
1933 · 
1934 · 
1935 · 
1936 · 
1937 · 
1938 · 
1939 · 
1940 ·
1941 ·
1942 ·
1943 ·
1944 ·
1945 ·
1946 ·
1947 · 
1948 · 
1949 · 
1950 · 
1951 · 
1952 · 
1953 · 
1954 · 
1955 · 
1956 · 
1957 · 
1958 · 
1959 · 
1960 · 
1961 · 
1962 · 
1963 · 
1964 · 
1965 · 
1966 · 
1967 · 
1968 · 
1969 · 
1970 · 
1971 · 
1972 · 
1973 · 
1974 · 
1975 · 
1976 · 
1977 · 
1978 · 
1979 · 
1980 · 
1981 · 
1982 · 
1983 · 
1984 · 
1985 · 
1986 · 
1987 · 
1988 · 
1989 · 
1990 · 
1991 · 
1992 · 
1993 · 
1994 · 
1995 · 
1996 · 
1997 · 
1998 · 
1999 · 
2000 · 
2001 · 
2002 · 
2003 · 
2004 · 
2005 · 
2006 · 
2007 · 
2008 · 
2009 · 
2010 · 
2011 · 
2012 · 
2013 · 
2014 · 
2015 · 
2016 · 
2017 · 
2018 · 
2019 ·
2020 · 
2021 · 
2022 · 
2023 · 
2024 · 
2025